# Pallavolo Cesena 2008-2009
Questa voce raccoglie le informazioni riguardanti la Pallavolo Cesena nelle competizioni ufficiali della stagione 2008-2009.

## Stagione
La stagione 2008-09 è per la Pallavolo Cesena, sponsorizzata dalla Solo Affitti e Tradeco, la prima in Serie A1: il club infatti ottiene la possibilità di partecipare al massimo campionato italiano grazie all'acquisto del titolo sportivo dallo Jogging Volley Altamura. Come allenatrice viene chiamata Manuela Benelli, mentre la rosa è completamente rivoluzionata: infatti l'unica rimasta della squadra che nell'annata precedente aveva partecipato alla Serie B2 è Daniela Venturi; tra gli acquisti quelli di Barbara De Luca, Claudia Mazzoni, Giulia Leonardi, Corina Ssuschke, Lulama Musti De Gennaro, Anna Świderek, Senna Ušić e Darina Mifkova.
Il campionato inizia con cinque sconfitte consecutive: il primo punto conquistato è alla seconda giornata nella gara persa al tie-break contro l'Asystel Volley, mentre la prima vittoria arriva alla sesta giornata con il 3-0 inflitto alla Spes Conegliano; per tutte il resto del girone di andata il club di Cesena vince tutte le partite disputate in casa ma perde quelle giocate in trasferta, chiudendo al decimo posto in classifica. Anche il girone di ritorno si apre con quattro stop di fila e dopo due successi, intervallati da una gara persa, nelle restanti partite la Pallavolo Cesena colleziona esclusivamente sconfitte che la portano a chiudere la regular season all'undicesimo posto, non utile per qualificarsi ai play-off promozione.
Tutte le formazioni partecipanti alla Serie A1 2008-09 sono di diritto qualificate alla Coppa Italia; la Pallavolo Cesena supera, vincendo sia la gara di andata che quella di ritorno, nella prima fase, il Sassuolo Volley ma viene poi eliminata dal Robursport Volley Pesaro negli ottavi di finale con una doppia sconfitta per 3-0.

## Organigramma societario
Area direttiva
- Presidente: Alberto Corbelli

Area tecnica
- Allenatore: Manuela Benelli
- Allenatore in seconda: Marco Locci
- Scout man: Maria Josè Lai
- Assistente allenatore: Maria Josè Lai (dal 2 luglio 2008)

Area sanitaria
- Medico: Roberto Bevoni, Rosetta Rossitti
- Preparatore atletico: Andrea Celani
- Fisioterapista: Raffaele Molfetta
- Preparatore atletico: Gabriele Torcianti

## Rosa
| N° | Nome                    | Ruolo | Data di nascita  | Nazionalità sportiva |
| -- | ----------------------- | ----- | ---------------- | -------------------- |
| 1  | Alice Piolanti          | C     | 19 dicembre 1987 | Italia               |
| 3  | Daniela Venturi         | S     | 5 marzo 1983     | Italia               |
| 5  | Federica Poggiali       | P     | 15 febbraio 1979 | Italia               |
| 6  | Claudia Mazzoni         | L     | 14 ottobre 1980  | Italia               |
| 7  | Giulia Leonardi         | L     | 1º dicembre 1987 | Italia               |
| 8  | Lulama Musti De Gennaro | C     | 21 gennaio 1983  | Italia               |
| 9  | Corina Ssuschke         | C     | 5 maggio 1983    | Germania             |
| 10 | Senna Ušić              | S     | 14 maggio 1986   | Croazia              |
| 11 | Darina Mifkova          | S     | 24 maggio 1974   | Italia               |
| 12 | Anna Świderek           | P     | 14 agosto 1981   | Italia               |
| 15 | Barbara De Luca         | S     | 19 luglio 1975   | Italia               |
| 18 | Fernanda Berti          | S     | 29 giugno 1985   | Brasile              |

## Mercato
| Acquisti | Acquisti                | Acquisti          | Acquisti   |
| R.       | Nome                    | da                | Modalità   |
| -------- | ----------------------- | ----------------- | ---------- |
| S        | Fernanda Berti          | KT&G Ariels       | definitivo |
| S        | Barbara De Luca         | Santeramo         | definitivo |
| L        | Giulia Leonardi         | Forlì             | definitivo |
| L        | Claudia Mazzoni         | Roma              | definitivo |
| S        | Darina Mifkova          | Vicenza           | definitivo |
| C        | Lulama Musti De Gennaro | Forlì             | definitivo |
| C        | Alice Piolanti          | Castelfidardo     | definitivo |
| P        | Federica Poggiali       | Forlì             | definitivo |
| C        | Corina Ssuschke         | Dresdner          | definitivo |
| P        | Anna Świderek           | Sanse             | definitivo |
| S        | Senna Ušić              | Pioneer Red Wings | definitivo |

| ? |

## Risultati

### Serie A1

#### Girone di andata
| 1ª giornata - 12 ottobre 2008 PalaYamamay, Busto Arsizio          | Busto Arsizio     | 3 - 0 | Cesena             | 25-23, 25-15, 25-23               |
| 2ª giornata - 19 ottobre 2008 Carisport, Cesena                   | Cesena            | 2 - 3 | Asystel            | 17-25, 25-18, 25-19, 16-25, 16-18 |
| 3ª giornata - 26 ottobre 2008 PalaDionigi, Sant'Angelo in Lizzola | Robursport Pesaro | 3 - 0 | Cesena             | 25-18, 25-20, 25-12               |
| 4ª giornata - 2 novembre 2008 Carisport, Cesena                   | Cesena            | 0 - 3 | Bergamo            | 21-25, 22-25, 23-25               |
| 5ª giornata - 9 novembre 2008 PalaCooper, Santeramo in Colle      | Santeramo         | 3 - 0 | Cesena             | 25-20, 25-23, 25-21               |
| 6ª giornata - 16 novembre 2008 Carisport, Cesena                  | Cesena            | 3 - 0 | Spes Conegliano    | 25-23, 27-25, 25-15               |
| 7ª giornata - 23 novembre 2008 PalaPaganelli, Sassuolo            | Sassuolo          | 3 - 0 | Cesena             | 25-20, 25-21, 25-17               |
| 8ª giornata - 30 novembre 2008 Carisport, Cesena                  | Cesena            | 3 - 1 | Chieri             | 26-24, 14-25, 25-21, 26-24        |
| 9ª giornata - 4 dicembre 2008 PalaGrotte, Castellana Grotte       | Castellana Grotte | 3 - 1 | Cesena             | 21-25, 25-21, 25-18, 25-16        |
| 10ª giornata - 14 dicembre 2008 Carisport, Cesena                 | Cesena            | 3 - 1 | Giannino Pieralisi | 19-25, 25-17, 25-23, 25-22        |
| 11ª giornata - 21 dicembre 2008 Carisport, Cesena                 | Cesena            | 3 - 2 | Pavia              | 26-28, 28-26, 25-23, 20-25, 17-15 |
| 12ª giornata - 26 dicembre 2008 PalaEvangelisti, Perugia          | Sirio Perugia     | 3 - 1 | Cesena             | 25-14, 25-17, 30-32, 25-11        |
| 13ª giornata - 6 gennaio 2009 Carisport, Cesena                   | Cesena            | 3 - 2 | Vicenza            | 25-22, 20-25, 20-25, 25-21, 16-14 |

#### Girone di ritorno
| 14ª giornata - 10 gennaio 2009 Carisport, Cesena                  | Cesena             | 1 - 3 | Busto Arsizio     | 22-25, 25-18, 26-28, 16-25        |
| 15ª giornata - 18 gennaio 2009 Sporting Palace, Novara            | Asystel            | 3 - 0 | Cesena            | 25-15, 25-18, 25-23               |
| 16ª giornata - 25 gennaio 2009 Carisport, Cesena                  | Cesena             | 0 - 3 | Robursport Pesaro | 15-25, 20-25, 22-25               |
| 17ª giornata - 1º febbraio 2009 PalaNorda, Bergamo                | Bergamo            | 3 - 2 | Cesena            | 25-11, 24-26, 21-25, 25-14, 15-12 |
| 18ª giornata - 15 febbraio 2009 Carisport, Cesena                 | Cesena             | 3 - 2 | Santeramo         | 25-27, 25-15, 25-15, 23-25, 15-12 |
| 19ª giornata - 21 febbraio 2009 Zoppas Arena, Conegliano          | Spes Conegliano    | 3 - 0 | Cesena            | 25-19, 25-18, 25-23               |
| 20ª giornata - 1º marzo 2009 Carisport, Cesena                    | Cesena             | 3 - 1 | Sassuolo          | 27-25, 25-15, 22-25, 25-17        |
| 21ª giornata - 8 marzo 2009 PalaMaddalene, Chieri                 | Chieri             | 3 - 0 | Cesena            | 27-25, 25-20, 25-21               |
| 22ª giornata - 14 marzo 2009 Carisport, Cesena                    | Cesena             | 2 - 3 | Castellana Grotte | 25-19, 19-25, 16-25, 25-19, 9-15  |
| 23ª giornata - 22 marzo 2009 PalaTriccoli, Jesi                   | Giannino Pieralisi | 3 - 2 | Cesena            | 20-25, 25-19, 20-25, 25-16, 15-12 |
| 24ª giornata - 29 marzo 2009 PalaRavizza, Pavia                   | Pavia              | 3 - 1 | Cesena            | 25-15, 23-25, 25-17, 25-20        |
| 25ª giornata - 5 aprile 2009 Carisport, Cesena                    | Cesena             | 0 - 3 | Sirio Perugia     | 21-25, 16-25, 16-25               |
| 26ª giornata - 11 aprile 2009 Palasport Città di Vicenza, Vicenza | Vicenza            | 3 - 1 | Cesena            | 25-21, 25-16, 22-25, 25-20        |

### Coppa Italia

#### Fase a eliminazione diretta
| Prima fase (andata) - 22 ottobre 2008 Carisport, Cesena             | Cesena            | 3 - 2 | Sassuolo          | 22-25, 25-17, 26-28, 25-18, 22-20 |
| Prima fase (ritorno) - 29 ottobre 2008 PalaPaganelli, Sassuolo      | Sassuolo          | 1 - 3 | Cesena            | 25-23, 22-25, 21-25, 24-26        |
| Ottavi di finale (andata) - 19 novembre 2008 Adriatic Arena, Pesaro | Robursport Pesaro | 3 - 0 | Cesena            | 25-18, 25-11, 25-13               |
| Ottavi di finale (ritorno) - 26 novembre 2008 Carisport, Cesena     | Cesena            | 0 - 3 | Robursport Pesaro | 12-25, 21-25, 22-25               |

## Statistiche

### Statistiche di squadra
| Competizione | Punti | In casa | In casa | In casa | In trasferta | In trasferta | In trasferta | Totale | Totale | Totale |
| Competizione | Punti | G       | V       | P       | G            | V            | P            | G      | V      | P      |
| ------------ | ----- | ------- | ------- | ------- | ------------ | ------------ | ------------ | ------ | ------ | ------ |
| Serie A1     | 22    | 13      | 7       | 6       | 13           | 0            | 13           | 26     | 7      | 19     |
| Coppa Italia | -     | 2       | 1       | 1       | 2            | 1            | 1            | 4      | 2      | 2      |
| Totale       | -     | 15      | 9       | 7       | 15           | 1            | 14           | 30     | 9      | 21     |

G = partite giocate; V = partite vinte; P = partite perse

### Statistiche dei giocatori
| Giocatore           | Serie A1 | Serie A1 | Serie A1 | Serie A1 | Serie A1 | Coppa Italia | Coppa Italia | Coppa Italia | Coppa Italia | Coppa Italia | Totale | Totale | Totale | Totale | Totale |
| Giocatore           | P        | PT       | AV       | MV       | BV       | P            | PT           | AV           | MV           | BV           | P      | PT     | AV     | MV     | BV     |
| ------------------- | -------- | -------- | -------- | -------- | -------- | ------------ | ------------ | ------------ | ------------ | ------------ | ------ | ------ | ------ | ------ | ------ |
| F. Berti            | 12       | 99       | 89       | 8        | 2        | 3            | 21           | 16           | 2            | 3            | 15     | 120    | 105    | 10     | 5      |
| B. De Luca          | 22       | 252      | 229      | 15       | 8        | 3            | 33           | 31           | 2            | 0            | 25     | 285    | 260    | 17     | 8      |
| G. Leonardi         | 24       | 1        | -        | -        | 1        | 3            | -            | -            | -            | -            | 27     | 1      | -      | -      | 1      |
| C. Mazzoni          | 26       | -        | -        | -        | -        | 4            | -            | -            | -            | -            | 30     | -      | -      | -      | -      |
| D. Mifkova          | 25       | 164      | 128      | 26       | 10       | 4            | 28           | 15           | 6            | 7            | 29     | 192    | 143    | 32     | 17     |
| L. Musti De Gennaro | 22       | 206      | 144      | 46       | 16       | 2            | 33           | 24           | 8            | 1            | 24     | 239    | 168    | 54     | 17     |
| A. Piolanti         | 12       | 45       | 34       | 11       | 1        | 2            | 5            | 5            | 0            | 0            | 14     | 50     | 38     | 11     | 1      |
| F. Poggiali         | 0        | 0        | 0        | 0        | 0        | 1            | 0            | 0            | 0            | 0            | 1      | 0      | 0      | 0      | 0      |
| C. Ssuschke         | 26       | 285      | 206      | 65       | 14       | 4            | 44           | 30           | 12           | 2            | 30     | 329    | 236    | 77     | 16     |
| A. Świderek         | 26       | 61       | 35       | 19       | 7        | 4            | 6            | 3            | 0            | 3            | 30     | 67     | 38     | 19     | 10     |
| S. Ušić             | 26       | 419      | 366      | 45       | 8        | 4            | 67           | 58           | 8            | 1            | 30     | 486    | 424    | 53     | 9      |
| D. Venturi          | 3        | 1        | 1        | 0        | 0        | 2            | 2            | 2            | 0            | 0            | 5      | 3      | 3      | 0      | 0      |

P = presenze; PT = punti totali; AV = attacchi vincenti; MV = muri vincenti; BV = battute vincenti